# دریاچه سایما
دریاچه سایما (به انگلیسی: Saimaa) در جنوب‌شرقی فنلاند واقع شده‌است. با حدود ۴٬۴۰۰ کیلومترمربع بزرگترین دریاچه کشور فنلاند محسوب می‌شود. دریاچه سایما پس از ذوب شدن یخچال طبیعی در پایان عصر یخبندان تشکیل شده‌است

## نگارخانه

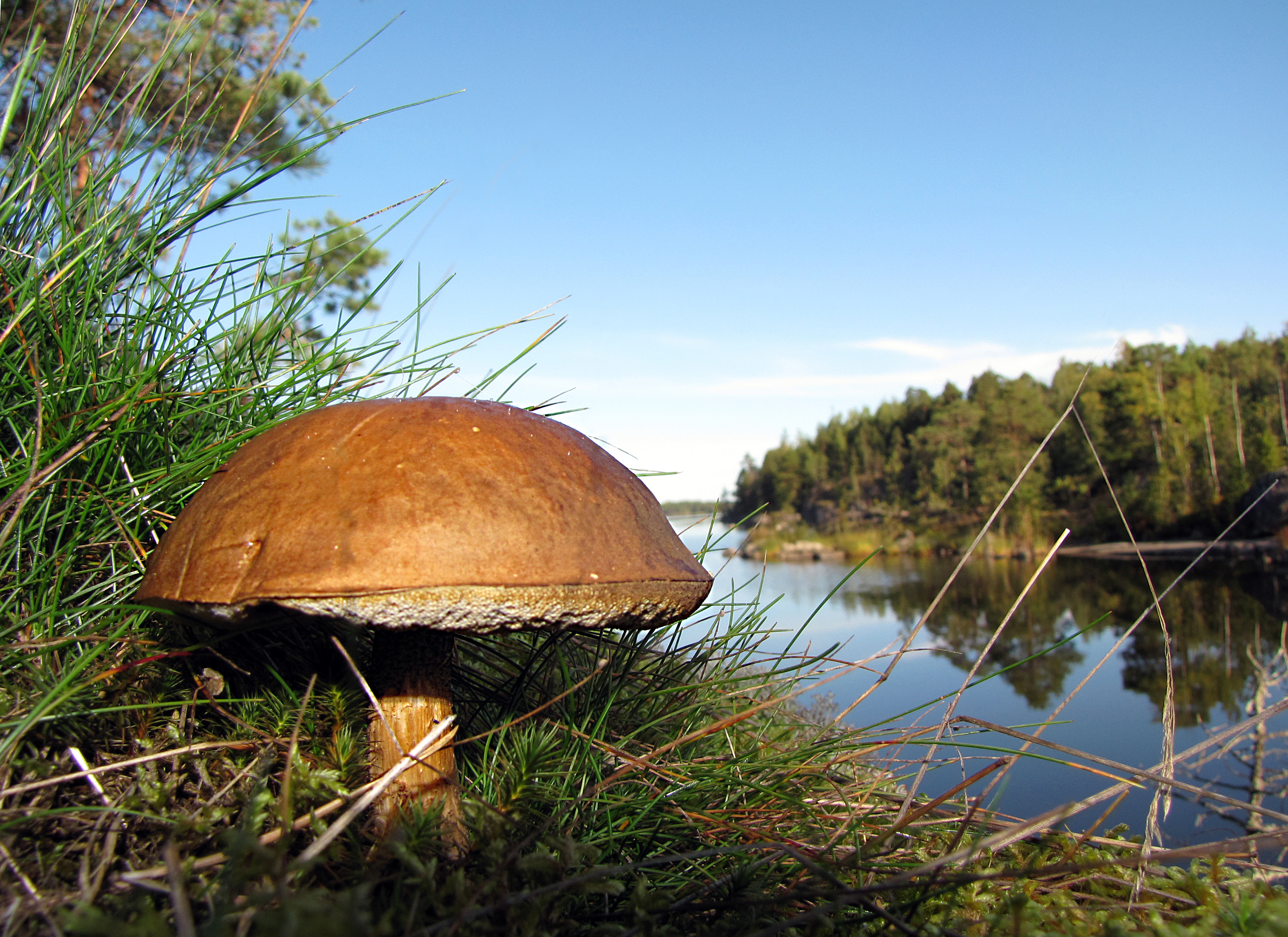
تصویری از قارچ‌های در حال رشد بولتوس در جنگلی در جزیره هیناساری و در کنار دریاچه سایما، لاپرنتا، فنلاند